# Ігрунка
Ігрунка (Callithrix) — рід мавп Нового Світу родини ігрункових. Назва Callithrix походить від грецьких слів kallos, що означає красивий, і thrix, що означає волосся.

## Морфологічна характеристика
Ці тварини мають довжину від 18 до 30 сантиметрів і мають хвіст довжиною до 40 сантиметрів. Вага від 230 до 450 грамів. Волосяний покрив переважно сірого чи чорного забарвлення, іноді з різко контрастним кольором на голові та горлі. Характерними є білі, жовті чи чорні пучки на вухах. Хвіст надзвичайно довгий і пухнастий і зазвичай із чорним і сірим кільцями. Вони мають спеціалізований зубний ряд на нижній щелепі: ікла приблизно такої ж висоти, як і різці, утворюючи знаряддя для розгризання кори дерев. Кінцівки досить короткі.

## Середовище проживання
Тварини живуть виключно в східній і південно-східній Бразилії, їх природний ареал простягається від Мараньяо і Токантінса до штату Сан-Паулу. Вони також були інтродуковані в деякі регіони, де вони спочатку не були рідними, такі як Санта-Катаріна та аргентинський регіон Буенос-Айрес. Ігрунки частіше живуть у сухих лісах, тому їх можна зустріти в Серрадо, а також у Каатінзі, а також у тропічних лісах на узбережжі Атлантичного океану. Вони також зустрічаються у вторинних лісах, частково знеліснених районах, а іноді в садах і на плантаціях.

## Спосіб життя
Ігрунки активні вдень, вночі сплять в дуплах дерев або в заростях рослин. Вони мешканці дерев, де вони або ходять рачком, або стрибають. Вони живуть разом групами від двох до 15 тварин. Їхня соціальна організація є унікальною серед приматів і називається «кооперативною поліандричною групою». Ця комунальна система розмноження включає групи з кількох самців і самок, але лише одна самка є репродуктивною. Самки спаровуються з кількома самцями, і кожен несе відповідальність за виношування потомства.
Домашні ділянки порівняно невеликі, територіальна поведінка не виражена. Члени групи спілкуються один з одним за допомогою міміки, пози тіла та звуків.
Ігрунки здатні прогризати отвори в корі дерев, щоб дістати деревний сік завдяки своїм спеціальним зубам. Ця їжа особливо важлива у час, коли фруктів і насіння, іншого важливого джерела їжі, мало. Іншу частину раціону складають комахи та павуки, іноді вони також їдять яйця і дрібних хребетних. Основними хижаками для них є коти (Leopardus), удави, хижі птахи й гігантські тарантули для дитинчат.
Після періоду вагітності приблизно від 140 до 150 днів, в основному народжуються дизиготні близнюки, хоча деякі види народжують одне дитинча, а іноді буває, що самки народжують трійню. Через кілька місяців молодняк відлучають і він стає статевозрілим приблизно у 12–18 місяців.
Ігрунки є єдиною групою приматів, яка регулярно народжує близнюків, що становить понад 80 % пологів у досліджених видів. На відміну від інших самців приматів, самці калітрихид зазвичай забезпечують стільки ж батьківської турботи, як і самки. Батьківські обов'язки можуть включати носіння, захист, годування, заспокоєння та навіть участь в іграх з нащадками. У деяких випадках, як-от у тамарина (Saguinus oedipus), самці, особливо ті, що є батьками, навіть проявляють більшу участь у догляді, ніж самки. Нащадки живуть у групі та надають значну допомогу у вихованні молодняку. За дітьми доглядають всі члени групи.

## Видовий склад
- Callithrix aurita
- Callithrix flaviceps
- Callithrix geoffroyi
- Callithrix jacchus
- Callithrix kuhlii
- Callithrix penicillata